# Jean-Pierre Lola Kisanga
Jean-Pierre Lola Kisanga, né le 10 juin 1969 à Watsa et mort le 1er décembre 2020 à Kinshasa, est un homme politique de la république démocratique du Congo.

## Biographie
Jean-Pierre Lola Kisanga est ministre de l'Enseignement supérieur et universitaire de la République démocratique du Congo jusqu'au 15 novembre 2005, date à laquelle il est nommé par décret du président Joseph Kabila comme successeur de Théo Baruti aux fonctions de gouverneur de la province orientale. Il conserve ce poste jusqu'au 24 février 2007, quand Médard Autsai Asenga lui succède.
Lola Kisanga est de nouveau gouverneur de province, dans la nouvelle province du Haut-Uele (province issue du démembrement de la province orientale) entre 2015 et 2019. Christophe Baseane Nangaa le bat lors de l'élection et lui succède,.
Il est aussi le porte-parole du RCD-Goma.
Lola Kisanga est proche de Joseph Kabila et membre du Front commun pour le Congo jusqu'en novembre 2020 où il rejoint l'Union sacrée du président en exercice Félix Tshisekedi.
Sa mort est attribuée à la Covid-19.